# 一丸の会
一丸の会（いちがんのかい）は、旧民進党系党派の政治団体。第48回衆議院議員総選挙で落選した候補者を中心に構成されていた。

## 概要
2017年10月の第48回衆議院議員総選挙で落選した馬淵澄夫元国土交通大臣が同じく総選挙で敗れるなどした民進系の前職、新人らを結集した政治団体として2018年3月28日に東京都選管に設立を届出、4月2日に正式に設立を発表した。4月19日に設立総会を開き、馬淵は「次期衆院選における野党の議席を伸ばす、大きな候補者の固まりだ」と述べた。同団体は希望の党から立候補し落選した元衆議院議員らを中心に42人が参加し月1回程度勉強会を開くとしている。
設立総会では馬淵が代表に選出されたほか、長安豊が会計責任者、宮崎岳志が事務局長に就任。また、6月19日の例会で近藤洋介、田島一成、松木謙公が副会長に、木内孝胤、高山智司、福島伸享が事務局次長に就いたことが明かされている。
落選者による政治団体であるため、参加者は全て非国会議員であったが、2019年2月に代表の馬淵が、3月にメンバーの谷田川元がそれぞれ繰り上げ当選したことで国会に議席を得た。5月には勉強会の講師として小沢一郎を招いた。
9月にはれいわ新選組代表の山本太郎を講師として招き、翌10月には馬淵が山本と共同で消費税の5%への減税を目指す「消費税減税研究会」を立ち上げることが発表された。「消費税減税研究会」には一丸の会のメンバーの大半が参加する見込みであると報じられ、10月30日に行われた初会合では元議員ら40人弱と、国民民主党などの現職議員22人が出席した。
2020年6月2日に馬淵は「野党再編のため」として国民民主党に入党届を提出。一方、一丸の会事務局次長の福島伸享は同日に自身のFacebookで馬淵が特定の政党に所属したことを批判し、一丸の会の解散を求めるとともにもし存続する場合は同会を退会する意向を示した。
この一件以降、明確な会合が行われていないことから休止状態となっていた。しかし同年9月、会員の萩原仁の投稿により会合を開くなど活動を再開したことが確認される。一方で会員の前川清成が日本維新の会の奈良1区支部長に就任し、代表の馬淵と争うことになった。
2021年4月の北海道2区補欠選挙において副会長の松木が当選し、当会設立から初めて小選挙区で選出された国会議員となる。
同年第49回衆議院議員総選挙では前職の馬淵、谷田川、松木が当選した他、元職6人と元参議院議員の徳永が国政復帰し、末次精一と田中健が初当選した。
2022年5月12日付で、総務省に政治資金団体・一丸の会の解散を届け出た。
同年12月6日、シン・一丸の会勉強会を開催した。

## 解散時の役員
| 代表       | 馬淵澄夫   |
| 副会長     | 松木謙公   |
| 会計責任者 | （長安豊） |

## 過去の在籍者

### 衆議院議員
立憲民主党
- 馬淵澄夫[注 4][注 5]（8回、奈良1区）
- 松木謙公[注 6][注 7]（7回、北海道2区）
- 井坂信彦[注 6][注 8]（4回、兵庫1区）
- 小山展弘[注 6][注 9]（4回、静岡3区）
- 野間健[注 10][注 6][注 11]（4回、鹿児島3区）
- 谷田川元[注 6][注 12]（4回、比例南関東・千葉10区）
- 杉村慎治[注 6][注 13]（1回、埼玉9区）
- 高松智之[注 6][注 14][注 15][注 16]（1回、東京28区）

国民民主党
- 村岡敏英[注 17][注 12]（3回、秋田3区）
- 田中健[注 18][注 19][注 20]（2回、静岡4区）

れいわ新選組
- 櫛渕万里[注 21][注 19]（3回、比例東京・東京14区）
- 阪口直人[注 22][注 23]（3回、比例東海・岐阜3区）

自由民主党
- 仁木博文[注 24][注 25]（3回、徳島1区）

日本維新の会
- 村上智信[注 14][注 26]（1回、福岡11区）

無所属
- 北神圭朗[注 27][注 28]（5回、京都4区）
- 緒方林太郎[注 27][注 29]（4回、福岡9区）
- 福島伸享[注 27][注 30][注 31][注 32]（4回、茨城1区）

### 元衆議院議員
立憲民主党
- 長安豊[注 33][注 25]（3回、大阪19区）
- 樋高剛[注 34][注 35]（3回、神奈川18区）
- 岡本英子[注 36][注 37]（1回、神奈川3区）
- 川島智太郎[注 38][15][注 39]（1回、比例東京）
- 末次精一[注 40][注 39]（1回、比例九州・長崎4区）
- 高橋美穂[注 16][注 41]（1回、比例北海道・北海道2区）
- 萩原仁[注 42][注 43]（1回、大阪2区）
- 森本和義[注 44]（1回、愛知15区）

日本維新の会
- 木内孝胤[注 10][注 30][注 45][注 46]（2回、比例東京・東京9区）
- 宮崎岳志[注 47][注 48][注 49]（2回、比例北関東・群馬1区）
- 柏倉祐司[注 50]（1回、比例北関東・栃木2区）
- 徳永久志[注 51][注 25]（1回・参院1回、比例近畿・滋賀4区）
- 前川清成[注 52][注 53]（1回・参院2回、比例近畿・奈良1区）

れいわ新選組
- 辻恵[注 54]（2回、大阪17区）

無所属
- 近藤洋介[注 55][注 56][注 12]（5回、比例東北・山形2区）
- 石関貴史[注 57][注 58]（4回、比例北関東・群馬2区）
- 田島一成[注 59][注 56][注 60]（4回、比例近畿・滋賀2区）
- 太田和美[注 61][注 62]（3回、比例南関東・千葉8区）
- 高山智司[注 57][注 30][注 63]（3回、埼玉15区）
- 畑浩治[注 57][注 64]（2回、比例東北・岩手2区）
- 宮島大典[注 65][注 66]（2回、長崎4区）
- 阿部寿一[注 57]（1回、山形3区）
- 小野塚勝俊[注 67][注 29]（1回、埼玉8区）
- 水野智彦[注 57][注 68]（1回、比例南関東）

### 元参議院議員
立憲民主党
- 水野素子[16][注 69]（1回、神奈川県）

日本維新の会
- 外山斎[注 70][注 71]（1回、宮崎県）
- 松浦大悟[注 72][注 73]（1回、秋田県）

無所属
- 安井美沙子[注 74][注 75]（1回、愛知県）

### その他
立憲民主党
- 水上美華[注 76]（現札幌市議会議員）
- 新井富美子（現福岡県議会議員）

国民民主党
- 大内一也[注 77]（現山口県議会議員）

無所属・その他
- 山内崇[注 78][注 79]（元青森県議会議員）
- 高木秀文[注 14][注 57][注 16]（弁護士）
- 鳩山太郎[注 14][注 80]（鳩山邦夫元衆議院議員の長男、元東京都議会議員）
- 宍戸千絵[注 14][注 81][注 16]（元経済産業省職員）
- 吉羽美華[注 14][注 82]（谷川とむ衆議院議員の前妻、元寝屋川市議会議員）
- 上野寛治[注 14][注 83][注 16]（浄土真宗本願寺派副住職、現広島県議会議員）

## 国政選挙

### 第25回参議院議員通常選挙（2019年実施）
| 氏名     | 所属政党   | 選挙区       | 現新 | 当落 |
| -------- | ---------- | ------------ | ---- | ---- |
| 宍戸千絵 | 国民民主党 | 埼玉県選挙区 | 新   | 落   |
| 大内一也 | 国民民主党 | 山口県選挙区 | 新   | 落   |

### 第49回衆議院議員総選挙（2021年実施）
| 氏名       | 所属政党     | 小選挙区  | 現新 | 当落 |
| ---------- | ------------ | --------- | ---- | ---- |
| 松木謙公   | 立憲民主党   | 北海道2区 | 現   | 当   |
| 山内崇     | 立憲民主党   | 青森3区   | 新   | 落   |
| 宮崎岳志   | 日本維新の会 | 群馬1区   | 元   | 落   |
| 小野塚勝俊 | 無所属       | 埼玉8区   | 元   | 落   |
| 杉村慎治   | 立憲民主党   | 埼玉9区   | 新   | 落   |
| 谷田川元   | 立憲民主党   | 千葉10区  | 現   | 比当 |
| 樋高剛     | 立憲民主党   | 千葉12区  | 元   | 落   |
| 岡本英子   | 立憲民主党   | 神奈川2区 | 元   | 落   |
| 水野素子   | 立憲民主党   | 東京16区  | 新   | 落   |
| 川島智太郎 | 立憲民主党   | 比例東京  | 元   | 落   |
| 高松智之   | 立憲民主党   | 比例東京  | 新   | 落   |
| 櫛渕万里   | れいわ新選組 | 東京22区  | 元   | 繰当 |
| 阪口直人   | 立憲民主党   | 岐阜3区   | 元   | 落   |
| 高橋美穂   | 国民民主党   | 静岡1区   | 元   | 落   |
| 小山展弘   | 立憲民主党   | 静岡3区   | 元   | 当   |
| 田中健     | 国民民主党   | 静岡4区   | 新   | 比当 |
| 森本和義   | 立憲民主党   | 愛知7区   | 元   | 落   |
| 安井美沙子 | れいわ新選組 | 愛知10区  | 新   | 落   |
| 田島一成   | 立憲民主党   | 滋賀2区   | 元   | 落   |
| 徳永久志   | 立憲民主党   | 滋賀4区   | 新   | 比当 |
| 北神圭朗   | 無所属       | 京都4区   | 元   | 当   |
| 萩原仁     | 立憲民主党   | 大阪3区   | 元   | 落   |
| 長安豊     | 立憲民主党   | 大阪19区  | 元   | 落   |
| 井坂信彦   | 立憲民主党   | 兵庫1区   | 元   | 当   |
| 辻恵       | れいわ新選組 | 兵庫8区   | 元   | 落   |
| 馬淵澄夫   | 立憲民主党   | 奈良1区   | 現   | 当   |
| 上野寛治   | 立憲民主党   | 広島4区   | 新   | 落   |
| 大内一也   | 立憲民主党   | 山口1区   | 新   | 落   |
| 仁木博文   | 無所属       | 徳島1区   | 元   | 当   |
| 緒方林太郎 | 無所属       | 福岡9区   | 元   | 当   |
| 村上智信   | 無所属       | 福岡11区  | 新   | 落   |
| 末次精一   | 立憲民主党   | 長崎4区   | 新   | 比当 |
| 野間健     | 立憲民主党   | 鹿児島3区 | 元   | 当   |

## 地方選挙
| 選挙名                                          | 投開票日       | 氏名     | 所属政党 | 現新 | 当落 |
| ----------------------------------------------- | -------------- | -------- | -------- | ---- | ---- |
| 奈良県知事選挙                                  | 2019年4月7日   | 前川清成 | 無所属   | 新   | 落   |
| 長崎県議会議員選挙 （佐世保市・北松浦郡選挙区） | 2019年4月7日   | 宮島大典 | 無所属   | 元   | 当   |
| 酒田市長選挙                                    | 2019年8月3日   | 阿部寿一 | 無所属   | 元   | 落   |
| 米沢市長選挙                                    | 2019年11月24日 | 近藤洋介 | 無所属   | 新   | 落   |
| 秋田県知事選挙                                  | 2021年4月4日   | 村岡敏英 | 無所属   | 新   | 落   |
| 柏市長選挙                                      | 2021年10月31日 | 太田和美 | 無所属   | 新   | 当   |
| 弘前市長選挙                                    | 2022年4月10日  | 山内崇   | 無所属   | 新   | 落   |

## 参加人数の推移
一丸の会が結成された2018年4月時点の参加者は42人であった。その後、2019年9月25日の毎日新聞では参加者は約45人、10月24日の朝日新聞では約50人と報じられている。

## 政治資金収支報告書の記載
一丸の会
| 年                 | 本年収入額  | 会費納入者数 | 寄附者の氏名                                               | 備考   |
| ------------------ | ----------- | ------------ | ---------------------------------------------------------- | ------ |
| 2018年（平成30年） | 256万0003円 | 82人         | 馬淵澄夫・松木謙公                                         | [ 19 ] |
| 2019年（令和元年） | 225万0011円 | 4人          | 馬淵澄夫・松木謙公・森本和義・(政治団体からの寄付)谷田川元 | [ 20 ] |
| 2020年（令和2年）  | 20万0000円  | 0人          | (政治団体からの寄付)谷田川元                               | [ 21 ] |
| 2021年（令和3年）  | 150万0000円 | 0人          | 馬淵澄夫・松木謙公                                         | [ 22 ] |

一丸研究会
| 年                 | 本年収入額  | 備考   |
| ------------------ | ----------- | ------ |
| 2019年（令和元年） | 650万0000円 | [ 20 ] |
| 2020年（令和2年）  | 390万0003円 | [ 21 ] |
| 2021年（令和3年）  | 0円         | [ 22 ] |